# شارمين موجيري
شارمين موجيري (بالإنجليزية: Charmaine Mujeri)‏، هي مُمثلة زيمبابوية. خلال حفل توزيع جوائز الأكاديمية الأفريقية للأفلام السادس عشر لسنة 2020، رُشحت شارمين للتنافس على جائزة الأكاديمية الأفريقية للأفلام لأفضل ممثلة في دور مُساعد عن دورها في فيلم «ميراج» (بالإنجليزية: Mirage)‏، لكنها لم تفُز بالجائزة.

## مسارها الفني
في بداياتها، كانت موجيري مُمثلة مسرحية، حيث شاركت سنة 2017 في مهرجان هراري الدولي للفنون لتلك السنة. في 2019، لعبت دور البطولة في مسرحية بعُنوان «روفاجينا» (بالإنجليزية: Ruvajena)‏، وقد كان الوعي والتحسيس بمُعاناة الأشخاص المصابين بالمهق داخل المُجتمع موضوع هذه المسرحية. في نفس السنة، أدت دور شخصية مُساعدة في فيلم الدراما السياسية «ميراج»، وقد رُشحت بفضل هذا الدور للتنافس على جائزة الأكاديمية الأفريقية للأفلام لأفضل ممثلة في دور مُساعد، لكنها لم تفُز بالجائزة. عُرض هذا الفيلم في كافة أنحاء أفريقيا تقريبا، وحصل على العديد من الجوائز أبرزها كان في مهرجان زيمبابوي السينمائي الدولي (ZIFF).
في إنتاج وتعاون مُشترك بين المُمثلة والوكالة الأمريكية للتنمية الدولية، شاركت موجيري مع مُمثلين آخرين في فيلم توعوي تناول موضوع بناء قدرات النساء الشابات في زيمبابوي.

## قائمة أعمالها
شاركت شارمين موجيري في مجموعة من الأفلام السينمائية، أبرزها كان:
- هروب (بالإنجليزية: Escape)‏، صدر سنة 2016.
- كوك أوف (بالإنجليزية: Cook Off)‏ بدور شارمين، صدر سنة 2017.
- ميراج (بالإنجليزية: Mirage)‏، صدر سنة 2020.

## روابط خارجية
- شارمين موجيري على موقع IMDb (الإنجليزية)